# Bauhaus-Archiv
Het Bauhaus-Archiv is een Berlijns museum over het Bauhaus, een invloedrijke Duitse school voor design, architectuur, kunst en fotografie uit het Interbellum. Het werd gedeeltelijk naar ontwerpen van voormalig Bauhaus-directeur Walter Gropius gebouwd en opende zijn deuren in 1979.
Het bevat afdelingen met veel voorbeelden van:
- Kunst
- Fotografie
- Architectuur

Kenmerken
De belangrijkste eisen die het Bauhaus stelt aan een goed ontwerp, zijn: eerlijkheid ten opzichte van het gebruikte materiaal en functionaliteit.
Als het Bauhaus wordt opgericht beleeft Duitsland een periode van socialisme. Zij voeren een feitelijke macht uit (de Weimarrepubliek) die doorklinkt in de doelstellingen van de opleiding.

## Architecten
- Wils Ebert
- Helmut Heide
- Gustav Hassenpflug
- Fritz Kaldenbach
- Karl Keller
- Franz Singer
- Hans Soeder
- Philipp Tolziner

## Fotografen
- Eugen Batz
- Herbert Bayer
- Marianne Brandt
- Erich Consemüller
- Lucia Moholy
- Herbert Schürmann